# Víctor Manuel Carreto Fernández de Lara
Carlos Víctor Manuel Carreto Fernández de Lara (Puebla de Zaragoza, Puebla, 7 de abril de 1941) es un abogado, economista, sindicalista y político mexicano, miembro del Partido Revolucionario Institucional (PRI). Ha sido en tres ocasiones diputado federal y líder de los trabajadores electricistas en Puebla.

## Biografía
Es licenciado en Ciencias Económicas y Administrativas por la Benemérita Universidad Autónoma de Puebla (BUAP) y licenciado en Derecho por el Instituto Universitario de Puebla. Ingresó a laborar en la Comisión Federal de Electricidad (CFE) en 1960, ocupando diversas posiciones en su estructura desde ese año hasta el de 1988, así como en el Sindicato Único de Trabajadores Electricistas de la República Mexicana (SUTERM). Fue miembro del PRI desde 1964.
En el SUTERM ha ocupado los cargos de Secretario general de la sección Puebla, secretario de Gestión Industrial del comité nacional, coordinador regional en Puebla, Tlaxcala e Hidalgo, y secretario de Transporte en la Federación de Trabajadores de Puebla, sección estatal de la Confederación de Trabajadores de México (CTM).
En 1982 es postulado candidato del PRI a diputado federal por el Distrito 13 de Puebla, resultando elegido para la LII Legislatura de dicho año al de 1985. En el mismo periodo de 1982 a 1985 fue secretario general adjunto del PRI en Puebla. En 1988 es por segunda ocasión candidato a diputado federal por el PRI, en esta ocasión por el Distrito 1 de Puebla, siendo esta vez elegido a la LIV Legislatura que tuvo su finalización en 1991.
De 1989 a 1996 fue director de Unidades de Recursos Humanos y Productividad en la División Centro Oriente de la CFE. En 1997 fue postulado por tercera ocasión candidato a diputado federal, esta vez por el Distrito 9 de Puebla y resultando elegido para la LVII Legislatura que tuvo fin en 2000. Su hijo Víctor Manuel Carreto Pacheco ha sido también diputado federal y líder sindical.